# 김정호 (가수)
김정호(1952년 3월 27일 ~ 1985년 11월 29일)는 대한민국의 가수, 송라이터이다. 솔로 가수로 데뷔하기 이전에 사월과 오월의 3기 멤버로 활약했고, 어니언스의 많은 노래를 작곡, 작사하는 등 많은 활동을 했다. 스타덤에 오른 것은 1973년 솔로로 데뷔하면서 〈이름 모를 소녀〉가 히트하면서부터이다.  1985년 11월 29일 폐결핵으로 인해 불과 33세의 젊은 나이로 사망했는데 지방 공연하는 친구를 따라갔다가 방위 소집에 응하지 못하여 탈영병으로 군 영창에 갇혔고 우여곡절 끝에 군 복무를 마쳤다.

## 학력
- 광주수창초등학교 (전학) → 서울교동초등학교 (졸업)
- 대동중학교
- 성동고등학교

## 대표곡
- 〈이름 모를 소녀〉
- 〈하얀 나비〉
- 〈나그네〉
- 〈인생〉
- 〈날이 갈수록〉
- 〈고독한 여자의 미소는 슬퍼〉
- 〈님〉
- 보고싶은 마음 -불꽃전사-
- 잊으리라 -불꽃전사-

## 그 외 작곡, 작사한 노래
- 〈작은새〉
- 〈사랑의 진실〉
- 〈잊으리라〉
- 〈저별과 달을〉
- 〈외길〉
- 〈빗속을 둘이서〉

1. ↑  박성서 (2006년 8월 10일). “[박성서의 7080 가요X파일] ‘하얀 나비’ 가수 김정호와의 마지막 인터뷰(2)”. 서울신문. 2024년 2월 20일에 확인함.